# بروس بالمر
بروس بالمر (بالإنجليزية: Bruce Palmer)‏ (و. 1946 – 2004 م) هو موسيقي، من كندا، توفي في بيلفي، أونتاريو، عن عمر يناهز 58 عاماً بسبب نوبة قلبية.

## روابط خارجية
- بروس بالمر على موقع IMDb (الإنجليزية)
- بروس بالمر على موقع ميوزك برينز (الإنجليزية)
- بروس بالمر على موقع إن إن دي بي (الإنجليزية)
- بروس بالمر على موقع أول ميوزيك (الإنجليزية)
- بروس بالمر على موقع ديسكوغز (الإنجليزية)